# داء الشريطيات
داء الشريطيات(بالإنجليزية: Taeniasis)‏ هو من الاٍصابات الدودية المعدية وتسببه دودة من جنس الديدان الشريطية.
كما تسببه شريطية الخنزير التي تعيش في أمعاء الإنسان. تمتص الطعام الذي يقوم المضيف بهضمه عن طريق جلدها. ينتشر الطفيل عن طريق الطعام والماء ولحم البقر والخنزير غير المطهو جيدا.